# ロルフ・ソレンセン
ロルフ・ソレンセン（Rolf Sørensen 、1965年4月20日 - ）は、デンマーク出身の自転車プロロードレース選手。1986年プロデビュー。1986年ムレラ、87年レマック、88～92年アリオステア、93年カレラ、94～95年MG（94年GB-MG、95年MG-TECHNOGYM、）、96～2000年ラボバンク、01年CSC、2002年ランドバウクレジット。2002年引退。クラシックレース、ステージレースを舞台に幅広く勝利を収め、通算53勝。1996年アトランタオリンピックでも銀メダルを獲得し、ビャルヌ・リースとともに90年代のデンマークを代表する選手として活躍した。

## 経歴
デビュー直後から着実に勝ち星を重ね、長きに渡ってエース級選手として活躍した。
脚質としては集団から飛び出して高速を維持し逃げ切り勝ちを狙うルーラー（スピードマン）タイプで、特に短く急峻な登りが連続するコースを得意とする典型的なクラシックハンターである。しかし93年のツール・ド・ロマンディ、97年のティレーノ～アドリアティコのプロローグを制したことからも分かるように短い距離のタイムトライアルならばそれなりにこなす上、ゴールスプリントでも97年のロンド・ファン・フラーンデレンにおいてモンカッサンを破るなど平均以上の能力を発揮している。
こうした総合力を武器に単なるクラシックハンターにとどまらず、ティレーノ・アドリアティコのようなミドルツールの総合優勝、グランツール前半の暫定トップ争い等にも度々絡む活躍を見せた。似たタイプの選手としてはイタリアのミケーレ・バルトリがいる。 1991年のツール・ド・フランスでは逃げに乗って3日間にわたりマイヨ・ジョーヌを着用しているが、落車によって鎖骨を骨折、マイヨ・ジョーヌを着たままリタイヤするという不運も味わっている。

## 主な成績
- 1987年 ティレーノ～アドリアティコ総合優勝
- 1990年 パリ～ツール優勝
- 1992年 ティレーノ～アドリアティコ総合優勝 パリ～ブリュッセル優勝
- 1993年 リエージュ～バストーニュ～リエージュ優勝 ヘニンガー・トルム・フランクフルト優勝
- 1994年 パリ～ブリュッセル優勝 ツール・ド・フランス区間1勝
- 1995年 ジロ・デ・イタリア区間1勝
- 1996年 ツール・ド・フランス区間1勝 ロンド・ファン・ネーデルランド総合優勝 アトランタオリンピック銀メダル
- 1997年 ロンド・ファン・フラーンデレン優勝
- 1998年 ロンド・ファン・ネーデルランド総合優勝